# Ribamar Fiquene
Ribamar Fiquene is een gemeente in de Braziliaanse deelstaat Maranhão. De gemeente telt 8.000 inwoners (schatting 2009).